# Ривьер-сюр-Тарн
Ривье́р-сюр-Тарн (фр. Rivière-sur-Tarn, окс. Ribièira de Tarn) — коммуна во Франции, находится в регионе Окситания. Департамент — Аверон. Входит в состав кантона Пейрело. Округ коммуны — Мийо.
Код INSEE коммуны — 12200.
Коммуна расположена приблизительно в 530 км к югу от Парижа, в 150 км северо-восточнее Тулузы, в 50 км к востоку от Родеза.

## Население
Население коммуны на 2008 год составляло 1027 человек.
| 1962 | 1968 | 1975 | 1982 | 1990 | 1999 | 2008 |
| ---- | ---- | ---- | ---- | ---- | ---- | ---- |
| 683  | 695  | 658  | 744  | 791  | 961  | 1027 |

## Экономика
В 2007 году среди 608 человек в трудоспособном возрасте (15—64 лет) 471 были экономически активными, 137 — неактивными (показатель активности — 77,5 %, в 1999 году было 68,3 %). Из 471 активных работали 438 человек (238 мужчин и 200 женщин), безработных было 33 (10 мужчин и 23 женщины). Среди 137 неактивных 45 человек были учениками или студентами, 55 — пенсионерами, 37 были неактивными по другим причинам.

## Достопримечательности
- Замок Пейрелад[англ.] (XII век). Памятник истории с 1998 года[3]

## Фотогалерея
- Ривьер-сюр-Тарн
- Замок Пейрелад
- Замок Пейрелад
- Церковь